# ۱۲۶۵ (خورشیدی)

## زادروزها
- ۱۱ اردیبهشت - سید محمدتقی غضنفری، از فقهای شیعه و مؤسس و اقامه‌کننده نماز جمعه در خوانسار
- ۹ مهر - علی نقی وزیری، آهنگساز و موسیقی دان
- ۱۷ آذر - محمدتقی بهار، ملقب به ملک‌الشعرا شاعر، روزنامه‌نگار، ادیب، تاریخ‌نویس، و سیاست‌مدار ایرانی (مرگ ۱۳۳۰)
- حسینقلی خان صدرالسلطنه، نخستین سفیر ایران در ایالات متحده آمریکا

## مرگ‌ها
- ابوالحسن افشار ارموی - قلمدان‌نگار ایرانی